# Смертино (Палехский район)
Сме́ртино — деревня в Палехском районе Ивановской области. Входит в Раменское сельское поселение.

## География
Находится в 5 км к югу от Палеха.
Из родников около деревни берёт исток река Палешка.

## Население
| 1859 | 1905 | 2010 |
| ---- | ---- | ---- |
| 121  | ↗187 | ↘0   |

## Русская православная церковь
В Смертино действует деревянная церковь Николая и Александры, царственных страстотерпцев.